# ضريح محمد الخامس

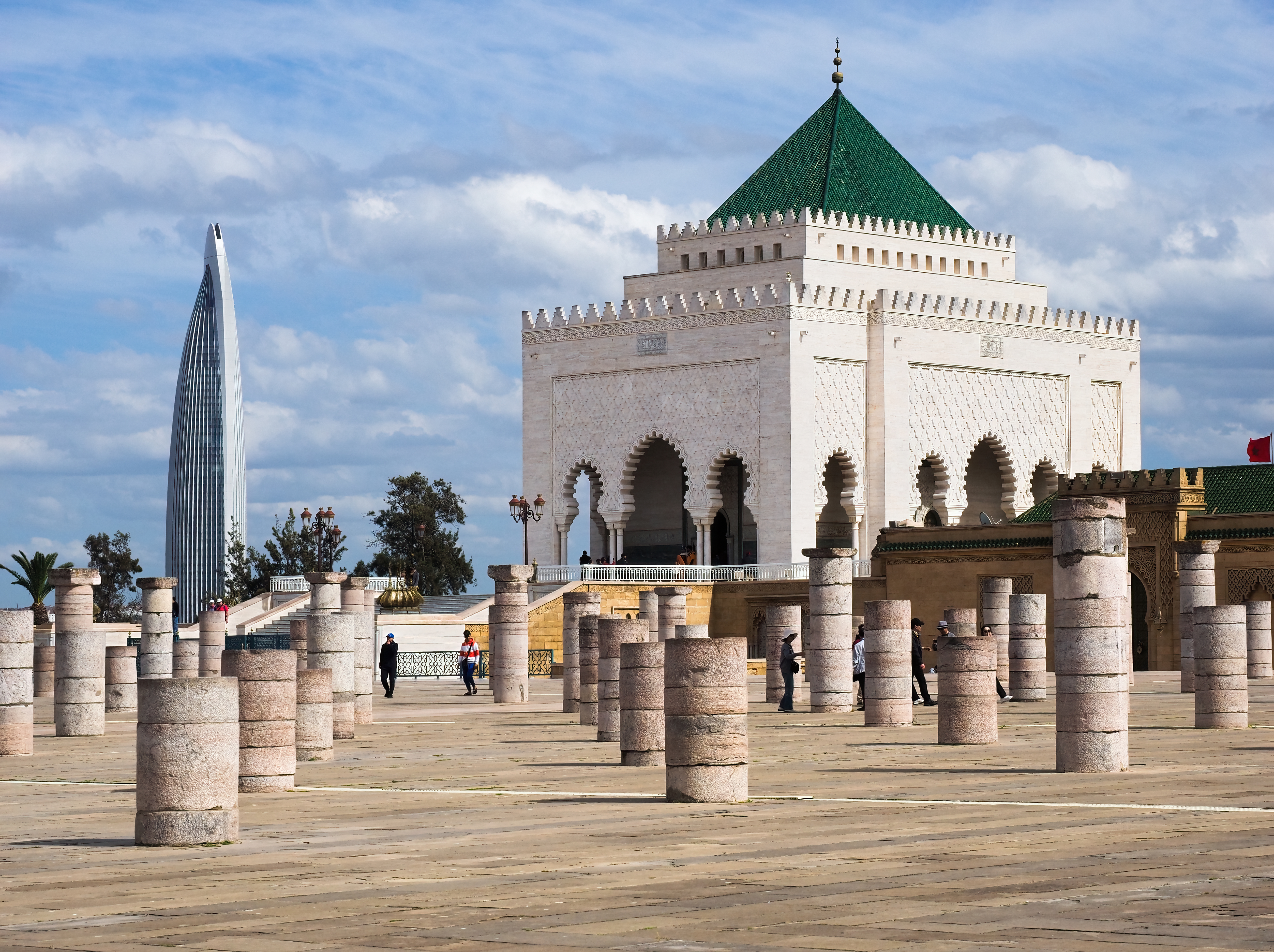
ضريح محمد الخامس

ضريح محمد الخامس بن يوسف، هو بناء من تصميم المهندس الفيتنامي 'إيريك فان تاون' تم تشييده مقابل صومعة حسان على ساحة يعقوب المنصور الموحدي في العاصمة المغربية الرباط . وقد تم البناء على مرتفع مقابل لمدينة سلا مطل على نهر أبي رقراق وعلى مقربة من مصبه بالمحيط الأطلسي. استغرق بناء ضريح محمد الخامس حوالي عشر سنوات حيث شرع في تشييده سنة 1962م لِتُوضع لبنة الختام سنة 1971م. الضريح مسجل ضمن الآثار الإسلامية طبقا للمادة الرابعة من قانون الآثار لجامعة الدول العربية بالمؤتمر الثالث للآثار المنعقد بمدينة فاس. وكذلك ضمن قائمة اليونسكو للتراث العالمي سنة 2012. وقد جاءت فكرة بناء الضريح لتخليد ذكرى ملك المغرب الراحل، محمد الخامس. يحتوي الضريح على قبور كل من الملكين الراحلين محمد الخامس بن يوسف والملك الحسن الثاني الذي دفن بالضريح عقب وفاته سنة 1999، إضافة إلى قبر الأمير عبد الله.

## السلطان سيدي محمد بن يوسف (محمد الخامس)
عرف أيضا - بعد الاستقلال - بالملك محمد الخامس، وُلد 1327) هـ / 10 أغسطس 1909م (بالقصر السلطاني بـفاس  وتوفي 1381) هـ / 26 فبراير 1961م بفاس. ويشتهر أيضًا برفضه تطبيق القوانين المعادية للسامية التي سنها نظام فيشي، بالإضافة إلى حماية حوالي 400000 يهودي مغربي. ويعتبر الراحل محمد الخامس بمثابة أب الدولة المغربية الحديثة وأحد الشخصيات الرئيسية في المفاوضات حول استقلال المغرب. وقد تم نفي السلطان محمد الخامس إلى كورسيكا عام 1953، ثم إلى مدغشقر لدعمه حركات الاستقلال في المغرب. نتج عن هذا القرار الذي اتخذته سلطات الحماية الفرنسية موجات من العنف أدت إلى عودة محمد الخامس سنة 1955، وحصول المملكة المغربية على الاستقلال سنة 1956.[بحاجة لمصدر]

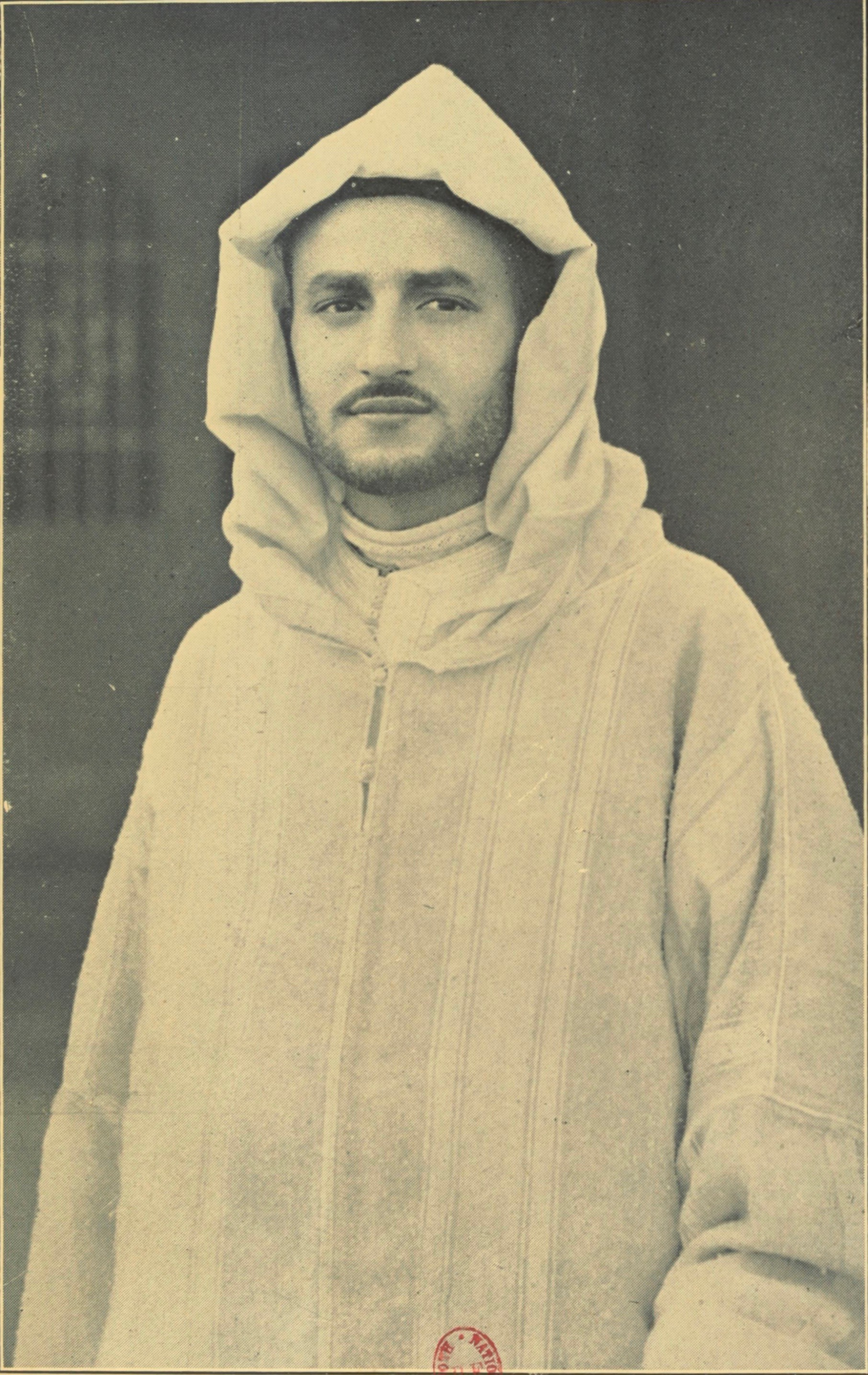
الملك الراحل محمد الخامس

## سبب اختيار مكان تشييد الضريح
هناك سببين لاختيار ساحة يعقوب المنصور لتكون مسرحا لتشييد ضريح الملك محمد الخامس؛ أولا أن الملك محمد الخامس صلى فيها أول صلاة للجمعة جمعت آلاف المؤمنين من الرجال والنساء والشباب والمسنين، وذلك عقب عودته من المنفى عام 1955م. وثانيا أن هذا المكان شهد الوداع الشعبي لتشييع الجنازة.

## الإدارة والتنظيم
يتوفر الضريح على إدارة تتكون من محافظ الضريح ومؤرخ المملكة، وتتولى هذه الإدارة عدة مهام منها؛ تنظيم حصص قراءة القرءان داخل الضريح حيث يتم اختيار أحد القراء في كل حصة، والسهر على الخدمات المدنية والعسكرية والتي تشمل تحية العلم والحراسة المنتظمة للضريح ومحيطه الأثري، ويتولى هذه المهمة الحرس الملكي. كما تتولى الإدارة القائمة على الضريح مهمة برمجة الزيارات واستقبال الوفود الأجنبية وتقديم البيانات التاريخية والمعمارية التي تخص الضريح والسهر على التوقيع في الدفتر الذهبي من قِبل الشخصيات والوفود الوطنية والأجنبية.

## الدفتر الذهبي للضريح
يتوفر الضريح على دفتر يسمى الدفتر الذهبي لضريح محمد الخامس، ويحمل هذا الدفتر تواقيع الوفود التي تزور الضريح وغالبا ما تكون هذه التواقيع على شكل عبارات امتنان وتقدير للراحل محمد الخامس واستحضار محطات نضاله وكفاحه مع شعبه الوفي من أجل تحقيق الاستقلال وبناء دولة المغرب الحديث بالإضافة إلى الدعاء له بالمغفرة والرحمة.

### شخصيات وقعت في الدفتر الذهبي للضريح
يحمل الدفتر الذهبي للضريح تواقيع عدة شخصيات عربية وغربية، حيث يعد محطة للزيارات الرسمية الوطنية والدولية، وكذا الزيارات غير الرسمية، ومن بين الشخصيات التي زارت الضريح نجد:
- الملك خوان كارلوس الأول عاهل إسبانيا
- البابا فرانسيس
- جاريد كوشنر، المستشار الخاص للرئيس الأمريكي دونالد ترامب.
- مستشار الأمن القومي الإسرائيلي، مائير بن شبات
- وزير الخارجية الروسي، سيرغي لافروف
- رئيس الوزراء الفرنسى، إدوارد فيليب
- أطفال القدس في الدورة الحادية عشرة للمخيم الصيفي، الذي تنظمه وكالة بيت مال القدس الشريف
- الملك عبد الله الثاني ابن الحسين عاهل المملكة الأردنية الهاشمية [5]
- وزير خارجية البحرين الشيخ خالد بن أحمد بن محمد آل خليفة
- الملك فيليبي السادس وزوجته ليتيثيا
- رئيس جمهورية نيجيريا الفدرالية السيد محمدو بوهاري

## الهندسة المعمارية للضريح
تم تشييد الضريح على مساحة 1500 متر مربع، وهو يجمع بين الطراز العربي الإسلامي والطراز الأندلسي في قالب منسجم، ويمكن تقسيم هذا الضريح إلى ثلاثة أقسام؛ القسم الأول منخفض قليلا عن أرضية المسجد يتكون من مستطيل مبني بالملاط المسلح ومغطى بالرخام الوردي يحيط به عدد من القبور المعدة لاستقبال أفراد الأسرة الحاكمة وبعض الشخصيات المدنية والعسكرية، أما البناء المتوسط فيضم رفات الراحل محمد الخامس.
القسم الثاني وهو قسم مرتفع عن القسم الأول ويضم غرفة الضريح وكسوة القبر الرخامية، أما القسم الثالث فيتكون من شرفة تطل على قاعة الضريح تعلوها قبة مذهبة برشلة خشبية من الداخل ويكسوها القرميد الأخضر من الخارج، أما الجدران الأربعة الحاملة للقبة فهي مكونة من أعمدة وعقود وبوائك جميعها من الرخام الأبيض. كما يشتمل الضريح ككل على زخارف معمارية ونقوش وتصميمات هندسية ونباتية وكتابية، هذه الزخارف تم تنفيذها على عدة مواد سواء الزليج أو الخشب أو الجص.

## معرض

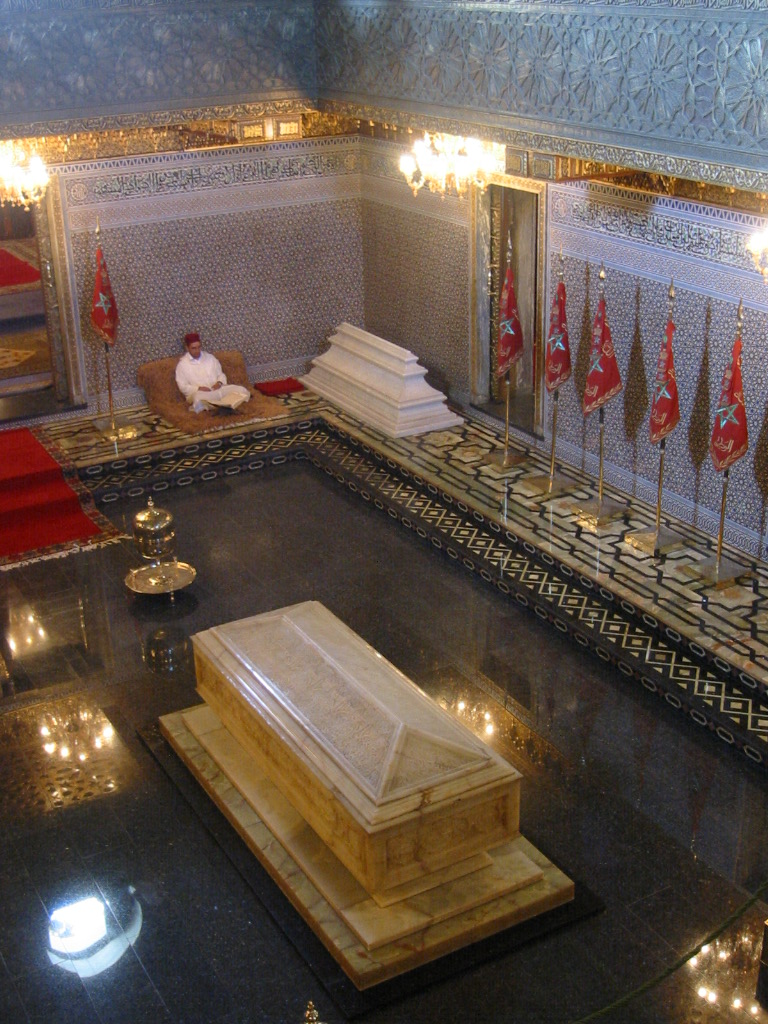
داخلية الضريح مع قارئ القرآن
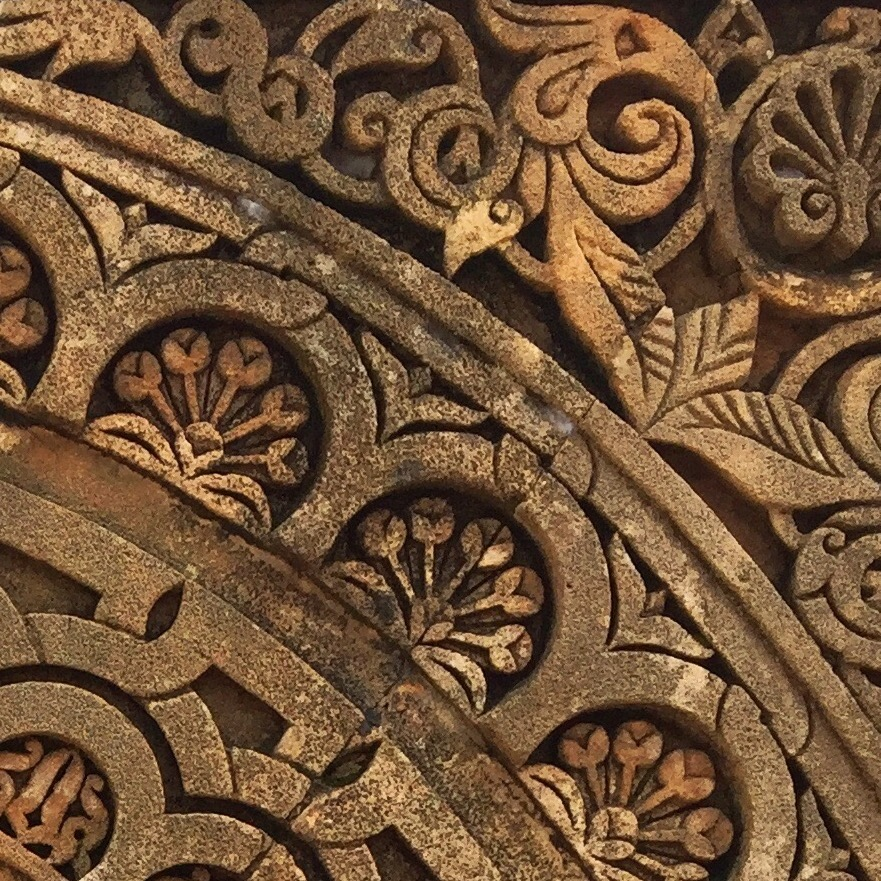
تفاصيل الحجر المنقوش في الحجر في موقع ضريح محمد الخامس بالرباط
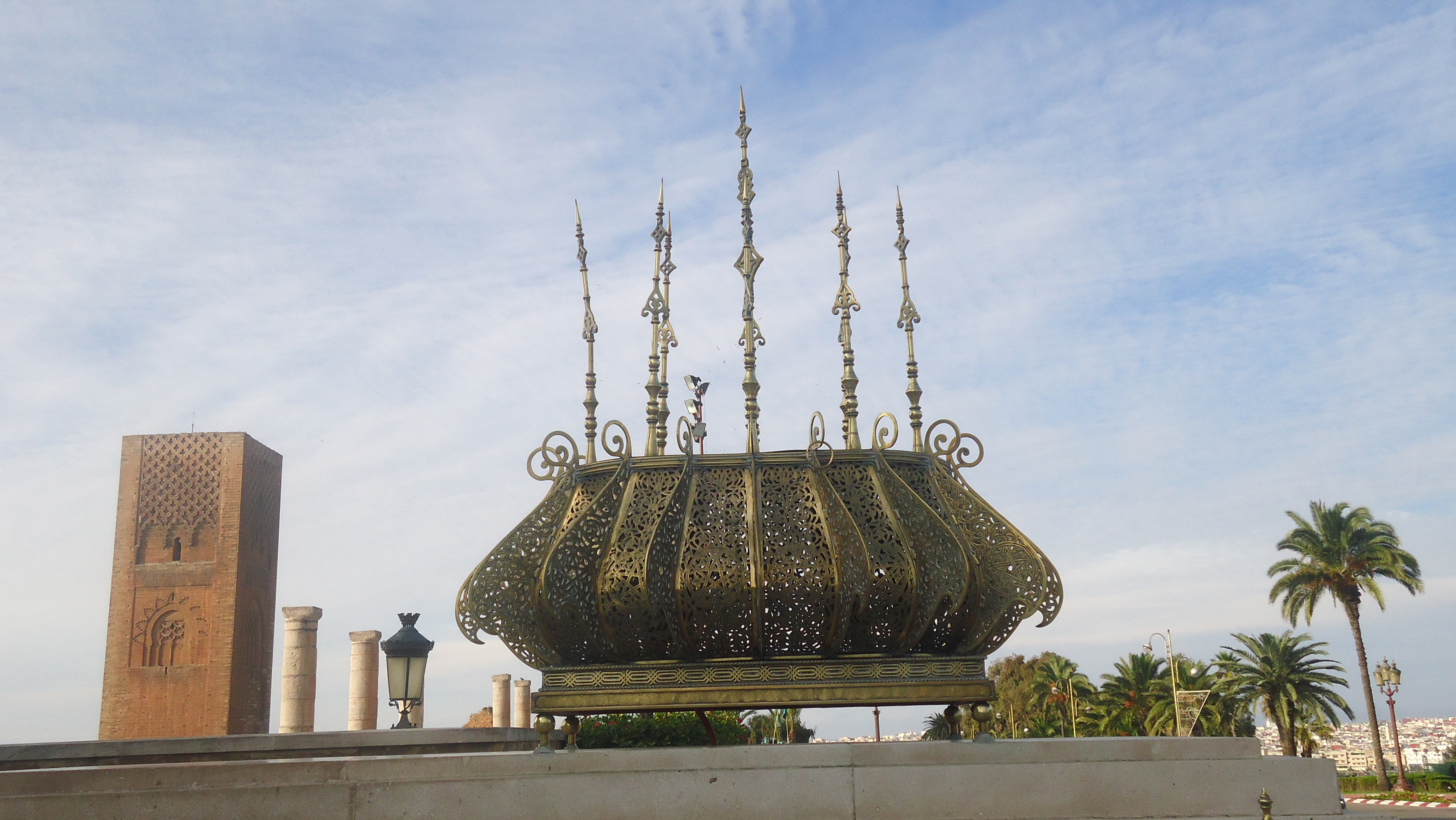
جامور نحاسي بمدخل الضريح